# Калла, Раймон
Раймо́н Коне́ Калла́ Нко́нго (фр./англ. Raymond Koned Kalla Nkongo; 22 апреля 1975, Дуала, Камерун) — камерунский футболист, защитник.

## Биография

### Клубная карьера
Его карьера началась в Камеруне. Позднее перебрался в Грецию в клуб «Паначаики» из города Патры. В 1998 году перешёл в «Эстремадуру», где играл в течение четырёх лет. После играл в Германии за «Бохум». Дебют 10 августа 2002 в матче с «Нюрнбергом». Последний матч сыграл против «Шальке». В сезоне 2005/06 решил переехать в Турцию, играл там за «Сивасспор». Сейчас играет на родине за «Юнион Дуала».

### Карьера в сборной
Играл на чемпионате мира в 1994, 1998, 2002. Играл на Кубке конфедераций 2001 года. Играл на кубке наций в 2000, 2002.